# Lista siturilor arheologice din județul Botoșani - U
Lista siturilor arheologice din județul Botoșani - U conține toate siturile arheologice din județul Botoșani înscrise în Repertoriul Arheologic Național (RAN) și aflate în localități al căror nume începe cu litera U. RAN este administrat de Ministerul Culturii și Patrimoniului Național și cuprinde date științifice, cartografice, topografice, imagini și planuri, precum și orice alte informații privitoare la zonele cu potențial arheologic, studiate sau nu, încă existente sau dispărute.
Puteți căuta un sit din localitățile care încep cu litera U folosind formularul de mai jos sau puteți naviga prin toate siturile din județ la Lista siturilor arheologice din județul Botoșani.
| Cod RAN                               | Denumire | Localitate                      | Adresă                             | Datare                                          | Descoperit                                 | Coordonate                                    | Imagine           | Erori            |
| ------------------------------------- | --- | ------------------------------- | ---------------------------------- | ----------------------------------------------- | ------------------------------------------ | --------------------------------------------- | ----------------- | ---------------- |
| 39426.01.01                           | Așezarea Cucuteni de la Ungureni - Ciritei / ansamblu anonim (Categorie: locuire civilă) (Tip: Așezare deschisă)                        | sat Ungureni, comuna Ungureni   | Ciritei                            | Cucuteni - A-B                                  | A. Păunescu, P. Șadurschi, V. Chirica 1974 | 47°51′51″N 26°48′39″E / 47.86419°N 26.81075°E | Încărcați imagine | Raportați eroare |
| 36943.02.01                           | Locuirea din evul mediu de la Unguroaia-Podul Unguroaiei / ansamblu anonim (Categorie: locuire) (Tip: Așezare)                          | sat Unguroaia, comuna Cristești | Podul Unguroaiei                   | sec. XVI - XVII                                 | P. Șadurschi, prof. Anton Ilie 1989        | 47°36′37″N 26°43′31″E / 47.61017°N 26.72517°E | Încărcați imagine | Raportați eroare |
| 36943.04.01                           | Situl arheologic de la Unguroaia - Livadă / ansamblu anonim (Categorie: locuire) (Tip: Așezare)                                         | sat Unguroaia, comuna Cristești | Livadă                             | Cucuteni aprox. 4.500- 3.500 ani                | P. Șadurschi, prof. Anton Ilie 1989        | 47°36′53″N 26°40′25″E / 47.61466°N 26.6736°E  | Încărcați imagine | Raportați eroare |
| 36943.04.02                           | Situl arheologic de la Unguroaia - Livadă / ansamblu anonim (Categorie: locuire) (Tip: Așezare)                                         | sat Unguroaia, comuna Cristești | Livadă                             | aprox. 450-300 ani                              | P. Șadurschi, prof. Anton Ilie 1989        | 47°36′53″N 26°40′25″E / 47.61466°N 26.6736°E  | Încărcați imagine | Raportați eroare |
| 36943.04.03                           | Situl arheologic de la Unguroaia - Livadă / ansamblu anonim (Categorie: locuire) (Tip: Așezare)                                         | sat Unguroaia, comuna Cristești | Livadă                             | Daci liberi sec. II-III                         | P. Șadurschi, prof. Anton Ilie 1989        | 47°36′53″N 26°40′25″E / 47.61466°N 26.6736°E  | Încărcați imagine | Raportați eroare |
| 39426.02.01                           | Așezarea medievală de la Ungureni - Vatra satului / ansamblu anonim (Categorie: locuire civilă) (Tip: Așezare deschisă)                 | sat Ungureni, comuna Ungureni   | Vatra satului                      | sec. XVII - XVIII                               | N. Zaharia 1955                            | 47°52′14″N 26°49′42″E / 47.87057°N 26.82843°E | Încărcați imagine | Raportați eroare |
| 39426.03.01                           | Așezare din epoca bronzului de la Ungureni - La Vest de Epureni / ansamblu anonim (Categorie: locuire civilă) (Tip: Așezare deschisă)   | sat Ungureni, comuna Ungureni   | La Vest de Epureni                 | Noua aprox. 1500/1400-1150 ani                  | A. Crâșmaru 1964                           | 47°52′19″N 26°49′16″E / 47.87185°N 26.82123°E | Încărcați imagine | Raportați eroare |
| 39426.04                              | Situl arheologic de la Ungureni - Imașul Ciuleienilor / ansamblu anonim (Categorie: locuire civilă) (Tip: Așezare deschisă)             | sat Ungureni, comuna Ungureni   | Imașul Ciuleienilor                | Cucuteni aprox. 4.500- 3.500 ani                | N. Zaharia 1956                            | 47°53′14″N 26°46′52″E / 47.88725°N 26.78106°E | Încărcați imagine | Raportați eroare |
| 39426.04.02                           | Situl arheologic de la Ungureni - Imașul Ciuleienilor / ansamblu anonim (Categorie: locuire civilă) (Tip: Așezare deschisă)             | sat Ungureni, comuna Ungureni   | Imașul Ciuleienilor                | Sântana de Mureș - Cerneahov sec. IV-V          | N. Zaharia 1956                            | 47°53′14″N 26°46′52″E / 47.88725°N 26.78106°E | Încărcați imagine | Raportați eroare |
| 39426.04.03                           | Situl arheologic de la Ungureni - Imașul Ciuleienilor / ansamblu anonim (Categorie: locuire civilă) (Tip: Așezare deschisă)             | sat Ungureni, comuna Ungureni   | Imașul Ciuleienilor                |                                                 | N. Zaharia 1956                            | 47°53′14″N 26°46′52″E / 47.88725°N 26.78106°E | Încărcați imagine | Raportați eroare |
| 39541.01.01                           | Necropola din epoca migrațiilor de la Unțeni - Vatra satului / ansamblu anonim (Categorie: descoperire funerară) (Tip: Necropolă plană) | sat Unțeni, comuna Unțeni       | Vatra satului                      | Sântana de Mureș - Cerneahov sec. IV - V        | Valeriu Rotaru 1973                        | 47°47′54″N 26°46′55″E / 47.79836°N 26.78192°E | Încărcați imagine | Raportați eroare |
| 39541.02.01                           | Movila Prosia de la Unțeni / ansamblu anonim (Categorie: descoperire funerară) (Tip: Tumul)                                             | sat Unțeni, comuna Unțeni       | Movila Prosia                      |                                                 | O. L. Șovan 2009                           | 44°48′34″N 26°48′15″E / 44.80939°N 26.80407°E | Încărcați imagine | Raportați eroare |
| 36943.01.01                           | Situl arheologic de la Unguroaia-Dumbrăvița / ansamblu anonim (Categorie: locuire) (Tip: așezare)                                       | sat Unguroaia, comuna Cristești | Dumbrăvița                         | Cucuteni - B1                                   | S. Rață 1959                               | 47°36′47″N 26°43′07″E / 47.61312°N 26.7187°E  | Încărcați imagine | Raportați eroare |
| 36943.01.02                           | Situl arheologic de la Unguroaia-Dumbrăvița / ansamblu anonim (Categorie: locuire) (Tip: așezare)                                       | sat Unguroaia, comuna Cristești | Dumbrăvița                         | Costișa-Komarov aprox. 1.900-1.500 ani/1400 ani | S. Rață 1959                               | 47°36′47″N 26°43′07″E / 47.61312°N 26.7187°E  | Încărcați imagine | Raportați eroare |
| 36943.03.02 (Cod LMI: BT-I-s-B-01772) | Așezarea din epoca medievală timpurie de la Unguroaia-Velnița / ansamblu anonim (Categorie: locuire) (Tip: Fortificație)                | sat Unguroaia, comuna Cristești | Velnița                            | Suceava-Drumul Național sec. VIII-IX            | P. Șadurschi, prof. Anton Ilie 1989        | 47°37′09″N 26°42′42″E / 47.61909°N 26.71175°E | Încărcați imagine | Raportați eroare |
| 36943.03.01 (Cod LMI: BT-I-s-B-01772) | Așezarea din epoca medievală timpurie de la Unguroaia-Velnița / ansamblu anonim (Categorie: locuire) (Tip: așezare)                     | sat Unguroaia, comuna Cristești | Velnița                            | Cucuteni aprox. 4.500- 3.500 ani                | P. Șadurschi, prof. Anton Ilie 1989        | 47°37′09″N 26°42′42″E / 47.61909°N 26.71175°E | Încărcați imagine | Raportați eroare |
| 36943.05.01                           | Situl arheologic de la Unguroaia-Velniță / ansamblu anonim (Categorie: locuire civilă) (Tip: așezare)                                   | sat Unguroaia, comuna Cristești | Velniță                            | Suceava-Șipot-Botoșana sec. VI-VII              | P. Șadurschi, prof. Anton Ilie 1980        | 47°37′12″N 26°41′59″E / 47.61989°N 26.69986°E | Încărcați imagine | Raportați eroare |
| 36943.06.01                           | Situl arheologic de la Unguroaia - Movila La Pietroi / ansamblu anonim (Categorie: mormant tumular) (Tip: Movilă)                       | sat Unguroaia, comuna Cristești | Movila La Pietroi                  |                                                 | O. L. Șovan 2009                           | 47°36′43″N 26°39′39″E / 47.612°N 26.66084°E   | Încărcați imagine | Raportați eroare |
| 39541.03.01                           | Movila din Dealul Movilei de la Unțeni / ansamblu anonim (Categorie: descoperire funerară) (Tip: Movilă)                                | sat Unțeni, comuna Unțeni       | Movila din Dealul Movilei          |                                                 |                                            | 47°47′22″N 26°45′36″E / 47.78958°N 26.75988°E | Încărcați imagine | Raportați eroare |
| 39541.04.01                           | Movila din Dealul Balta lui Ciocan / ansamblu anonim (Categorie: descoperire funerară) (Tip: Movilă)                                    | sat Unțeni, comuna Unțeni       | Movila din Dealul Balta lui Ciocan |                                                 | O. L. Șovan 2009                           | 47°46′34″N 26°46′17″E / 47.77602°N 26.77142°E | Încărcați imagine | Raportați eroare |